# Nati nel 1958/Senza giorno specificato
| Questa pagina contiene informazioni ricavate automaticamente dalle voci biografiche con l'ausilio del template Bio e di un bot. L'aggiornamento è periodico e automatico e ricostruisce completamente la pagina. Se manca una persona in questa lista, sei pregato di non aggiungerla, ma accertati piuttosto che la sua voce biografica contenga il template Bio e che i dati anagrafici siano correttamente compilati. Se il template Bio manca, inseriscilo tu stesso o, in alternativa, metti l'avviso {{tmp\|Bio}} che ne segnala la mancanza. Se i dati riportati sono sbagliati, correggi direttamente la voce biografica; le modifiche saranno visibili in questa lista entro pochi giorni. Per chiarimenti vedi il progetto biografie. La lista contiene solo le 232 persone che sono citate nell'enciclopedia e per le quali è stato implementato correttamente il template Bio. Pagina aggiornata al 2 ago 2025. |

- Daniele Abbado, regista teatrale e direttore artistico italiano
- Hiroshi Abe, astronomo giapponese
- David Charles Abell, direttore d'orchestra e musicologo statunitense
- Uri Adelman, scrittore israeliano († 2004)
- Jaydee, produttore discografico olandese
- Judi Andersen, modella statunitense
- Juan Carlos Arce, scrittore e drammaturgo spagnolo
- Reza Ardakanian, politico e docente iraniano
- Arkas, fumettista greco
- Mark Armstrong, astronomo britannico
- Chieko Asakawa, informatica giapponese
- Bernard d'Ascoli, pianista e organista francese
- Valerij Asratjan, serial killer sovietico († 1996)
- Auður Ava Ólafsdóttir, scrittrice islandese
- Renzo Badolisani, regista e sceneggiatore italiano
- Bah Oury, politico guineano
- David Balfe, musicista inglese
- Juliet Barker, storica britannica
- Elena Dmitrievna Baškirova, pianista russa
- William Basinski, compositore e musicista statunitense
- Lluís-Anton Baulenas i Setó, scrittore, traduttore e drammaturgo spagnolo
- Ifa Bayeza, drammaturga, produttrice teatrale e direttrice artistica statunitense
- Toni Bentley, scrittrice e giornalista australiana
- Aaron Betsky, critico d'arte e architetto statunitense
- Richard P. Binzel, astronomo statunitense
- Peter Birtwhistle, astronomo britannico
- Besnik Bisha, regista cinematografico e attore cinematografico albanese
- Nando Bonini, chitarrista e compositore italiano
- Tiziana Bracelli, ex sciatrice alpina italiana
- John Broman, ex saltatore con gli sci statunitense
- Marc W. Buie, astronomo statunitense
- Ángel de la Calle, artista spagnolo
- Rosario Caputo, imprenditore italiano
- Luís Cardoso, scrittore est-timorese
- John Valentine Carruthers, musicista britannico
- Michele Carulli, clarinettista e direttore d'orchestra italiano
- Claudio Casacci, astronomo italiano
- Pierluigi Castellano, musicista, compositore e giornalista italiano
- Claudia Castellucci, drammaturga, coreografa e insegnante italiana
- Marco Cavagna, astronomo italiano († 2005)
- Gonzalo Álvarez Chillida, storico spagnolo
- Peppe Consolmagno, cantante, musicista e critico musicale italiano
- Enzo Cosimi, coreografo italiano
- Charles D'Ambrosio, scrittore statunitense
- Elisabetta Dami, scrittrice italiana
- Matthew Dawson, astronomo britannico
- Renato De Maria, regista e sceneggiatore italiano
- Emanuela Degli Esposti, arpista italiana
- Betsy Devin, ex sciatrice alpina statunitense
- Leonardo Di Costanzo, regista, sceneggiatore e direttore della fotografia italiano
- Bill Dickens, bassista, compositore e produttore discografico statunitense
- Ngila Dickson, costumista neozelandese
- Franco Donaggio, fotografo italiano
- Sokari Douglas Camp, artista nigeriana
- Eric Drooker, pittore statunitense
- Frédéric Druot, architetto francese
- Wolfgang J. Duschl, astronomo tedesco
- Chiara Dynys, artista italiana
- Nicola Emery, filosofo svizzero
- Arthur Faria Jr., fumettista brasiliano
- Thomas Alured Faunce, giurista e medico australiano († 2019)
- Fulvio Ferrario, teologo italiano
- Laurence Ferreira Barbosa, regista e sceneggiatrice francese
- Sandro Filippi, compositore e direttore di coro italiano
- Randall Craig Fleischer, direttore d'orchestra statunitense († 2020)
- Stefano Fogato, fotografo italiano († 2022)
- Gemelle Foglia, italiana
- Guido Formigoni, storico italiano
- Ben Fountain, scrittore statunitense
- Antonio Franchini, curatore editoriale e scrittore italiano
- Roberto Frontali, baritono italiano
- Ignazio Gadaleta, pittore italiano
- Bartolomeo Gagliano, assassino seriale italiano († 2015)
- Salima Ghezali, giornalista, scrittrice e politica algerina
- Lorenzo Gigliotti, giornalista, scrittore e regista italiano
- Paolo Giovannetti, critico letterario italiano
- Fabio Giovannini, giornalista, scrittore e saggista italiano
- Lucio Godoy, compositore argentino
- Bruno Gorgone, artista italiano
- Manlio Graziano, politologo italiano
- Heather Greenwood, ex nuotatrice statunitense
- Susanna Gregory, insegnante e scrittrice britannica
- Tonino Griffero, filosofo italiano
- Domenico Gullaci, imprenditore italiano († 2000)
- Guo Jianbiao, politico cinese
- Amor Hakkar, regista cinematografico berbero
- Moshe Halbertal, filosofo, scrittore e docente israeliano
- Stuart Hill, scrittore britannico
- Nitty Gritty, cantautore giamaicano († 1991)
- James Irvine, designer e docente inglese († 2013)
- Kaltham Jaber, scrittrice e poetessa qatariota
- Jon A. Jensen, generale statunitense
- David Jewitt, astronomo britannico
- Jiang Shuo, scultrice cinese
- Greg Johnston, sceneggiatore e produttore televisivo statunitense
- Alberto Jori, filosofo italiano
- Michael Jäger, astronomo austriaco
- Chrīstos Katsōtīs, politico greco
- Azadeh Kian, sociologa francese
- Michelle King, sceneggiatrice e produttrice televisiva statunitense
- Choguel Kokalla Maïga, politico maliano
- Mohammad-Reza Kolahi, attivista iraniano († 2015)
- Elena Aleksandrovna Kostjukovič, scrittrice, saggista e traduttrice ucraina
- Tetuo Kudo, astronomo giapponese
- Tahar Lamri, scrittore algerino
- Giuseppe Lazzaro Danzuso, giornalista, scrittore e regista italiano
- Sylvestra Le Touzel, attrice britannica
- Mark Lee, attore, regista e cantante australiano
- Lloyd Levin, produttore cinematografico statunitense
- Lin Bai, scrittrice, poetessa e sceneggiatrice cinese
- Lin Kai Ting, artista marziale cinese
- Joseph LoDuca, compositore statunitense
- Frank London, compositore e trombettista statunitense
- Rosa Loy, illustratrice e pittrice tedesca
- Julienne Lusenge, attivista della Repubblica Democratica del Congo
- Paz López, funzionaria spagnola
- Monika Lücke, storica e numismatica tedesca
- James Macdonald, regista teatrale britannico
- Wayne Maddison, aracnologo canadese
- Luís Magalhães, allenatore di pallacanestro portoghese
- Antonio Bartolo Malacrinò, mafioso italiano
- Antonio Marchesi, giurista italiano
- Lorenzo Marini, pubblicitario, scrittore e artista italiano
- Essam Marouf, artista egiziano
- Kettly Mars, scrittrice haitiana
- Alain Maury, astronomo francese
- Carin McDonald, modella, imprenditrice e cantante costaricana
- Douglas McFerran, attore britannico
- Glenn Meade, scrittore irlandese
- Stephen C. Meyer, filosofo statunitense
- Gcina Mhlope, attivista, attrice e regista sudafricana
- Isabella Molinari, ex canoista italiana
- Peter Monod, ex sciatore alpino canadese
- Fabrizio Monteverde, coreografo italiano
- Simon Moore, sceneggiatore e regista britannico
- Wendy Morgan, attrice britannica
- Hiroshi Mori, astronomo giapponese
- Luc Morisset, ex sciatore alpino francese
- Lorella Morlotti, attrice italiana
- Gianni Motti, scultore italiano
- Claudio Muccioli, politico sammarinese
- Franck Muller, orologiaio svizzero
- Prudence Murdoch, manager australiana
- Siti Musdah Mulia, attivista indonesiana
- Olivia Musgrave, scultrice irlandese
- Hiroyuki Nakano, regista e sceneggiatore giapponese
- Andrej Nekrasov, regista russo
- Maria das Neves, politica saotomense
- Christophe Nick, giornalista e saggista francese
- Roberto Nistri, ex terrorista italiano
- Tatè Nsongan, percussionista camerunese
- Gesuino Némus, scrittore italiano
- Masayuki Ochiai, regista giapponese
- Bobby Orlando, produttore discografico e musicista statunitense
- Lawrence Osborne, scrittore e viaggiatore inglese
- Ciro Pagano, musicista e produttore discografico italiano
- Gerda Pamler, ex sciatrice alpina tedesca
- Riccardo Parigi, scrittore italiano
- B.A. Paris, scrittrice britannica
- Jia Peng Fang, compositore e musicista cinese
- Kirsti Pennanen, ex atleta e ex fondista finlandese
- John R. Pepper, fotografo, regista teatrale e attore statunitense
- Bruce Perens, informatico statunitense
- Alessandro Perina, fumettista italiano
- Italo Petriccione, direttore della fotografia italiano
- Brigitte Petronio, attrice italiana
- Enrico Petrucci, musicista italiano
- Francesco Petrucci, storico dell'arte e architetto italiano
- Mario Petrucci, poeta, saggista e compositore britannico
- Javier F. Peña, poliziotto statunitense
- Philip Kwame Apagya, fotografo ghanese
- Giandomenico Piermarini, organista italiano
- John Plane, chimico sudafricano
- Jon Poll, montatore, regista e produttore cinematografico statunitense
- Jenjira Pongpas, attrice thailandese
- Vladimir Beba Popovic, attivista serbo
- Jef Poskanzer, ingegnere e programmatore statunitense
- Hamid Pourmand, militare iraniano
- Gérard Pullicino, regista e compositore francese
- Alessandro Quattrone, poeta italiano
- Brando Quilici, regista televisivo italiano
- Cristina Rava, scrittrice italiana
- Ren Jianxin, imprenditore cinese
- Petra Reski, giornalista e scrittrice tedesca
- Marju Riisikamp, clavicembalista, organista e pianista estone
- Sharon Robinson, cantante statunitense
- Livia Romano, attrice italiana
- Mike Rowland, compositore e musicista inglese
- Kevin Rutmanis, bassista statunitense
- Michaela Röder, serial killer tedesca
- Fortuna, cantante e compositrice brasiliana
- Fabio Salviato, banchiere italiano
- Nalin H. Samarasinha, astronomo singalese
- Giacomo Sartori, scrittore e agronomo italiano
- Michaela Schaffner, ex sciatrice alpina austriaca
- Emmanuel Schotté, attore francese
- Paul Schütze, compositore australiano
- Shai Sherf, ex cestista israeliano
- Adrian Sherwood, produttore discografico e beatmaker britannico
- Susan Shipton, montatrice canadese
- Virgilio Sieni, coreografo e ballerino italiano
- Simon Linke, artista britannico
- Reidun Skjørten, ex sciatrice alpina norvegese
- Mark Slouka, scrittore statunitense
- Franco Sortini, fotografo italiano
- Peter Stehle, ex sciatore alpino tedesco
- John Stevenson, regista, animatore e illustratore britannico
- Syd Straw, cantante e attrice statunitense
- Suad, scrittrice palestinese
- Gina Swainson, modella britannica
- John Teague, ex sciatore alpino statunitense
- İsmail Metin Temel, generale turco
- Desson Thomson, giornalista, critico cinematografico e scrittore statunitense
- Jon Mikl Thor, culturista e cantante canadese
- David Trobisch, biblista statunitense
- Gianni Turchetta, critico letterario e storico della letteratura italiano
- Jeffrey Vanderbeek, dirigente sportivo statunitense
- Allen Varney, autore di giochi statunitense
- Corrado Veneziano, regista e pittore italiano
- Jan Versweyveld, costumista e scenografo belga
- Tim Vigil, fumettista statunitense
- Jorge Villavicencio, politico e chirurgo guatemalteco († 2020)
- Anna Vivarelli, scrittrice, giornalista e drammaturga italiana
- Aisling Walsh, regista e sceneggiatrice irlandese
- Richard Weikart, storico statunitense
- Yeh Jiunn-rong, politico taiwanese
- Joe Yellow, cantante e produttore discografico italiano
- Andrew York, chitarrista, compositore e pittore statunitense
- Marie Yovanovitch, diplomatica statunitense
- Nagashibay Zhusupov, sovietico († 2019)
- Kris Zimmerman, direttrice del doppiaggio statunitense
- Misha'al bint Fahd Al Sa'ud, principessa saudita († 1977)